# Андрій Жабровський
Андрій Жабровський (пол. Andrzej Żebrowski, лат. Andreas Zebrowski; 29 листопада 1744, Підляшшя — 13 вересня 1815, Мстиславль) — викладач, архітектор, професор Полоцького єзуїтського колегіуму.
Вступив до Товариства Ісуса в Несвіжі в 1764 році. Вивчав філософію і математику (1766–1769), архітектуру (1771–1772), а потім теологію (1772–1776) у Полоцькому єзуїтському колегіумі. Професор архітектури в Полоцьку (1776–1784), префект будівництва в Дінабурзі (1784–1786), Могильові (1786–1788) та Орші (1788–1789). Потім працював на єзуїтських пляцовках у Фащівці (1799–1800), Пагосці (1800–1802) та Мстиславлі (1802–1804, 1807–1815). Брав участь у монументально-декоративній обробці єзуїтської церкви в Мінську.